# Emmerich Kálmán
Emmerich Kálmán (24 de outubro de 1882 – 30 de outubro de 1953) foi um compositor de operetas húngaro.

## Biografia
Emmerich Kálmán (registado como Imre Koppstein) nasceu em Siófok, no então Império Austro-Húngaro, atual Hungria, na margem sul do Lago Balaton, numa família judaica.
Kálmán pretendia inicialmente ser um pianista de música clássica, mas devido a padecer desde cedo de artrite, centrou-se ao invés na composição musical. Estudou teoria musical e composição musical na Academia de Música Franz Liszt (então Budapest Academy of Music), onde foi colega de Béla Bartók e Zoltán Kodály e teve como professor Hans von Koessler. Os seus poemas sinfónicos iniciais Saturnalia e Endre es Johanna foram bem recebidos, embora não tivesse conseguido a sua a publicação. Também compôs música para piano e escreveu muitas canções: um ciclo de canções sobre poemas de Ludwig Jacobowski e uma coleção de canções publicada com o título Dalai.
Contudo, a popularidade das suas canções de cabaret jocosas levaram-no à composição de operetas. O seu primeiro grande sucesso foi Tatárjárás – Ein Herbstmanöver em alemão, que significa Manobra de Outono, embora o título em inglês seja The Gay Hussars, que foi encenada pela primeira vez no Lustspieltheater em Budapeste, em 22 de Fevereiro de 1908. Depois foi para Viena, onde atingiu fama mundial através das suas operetas Der Zigeunerprimas, Die Csárdásfürstin, Gräfin Mariza e Die Zirkusprinzessin.

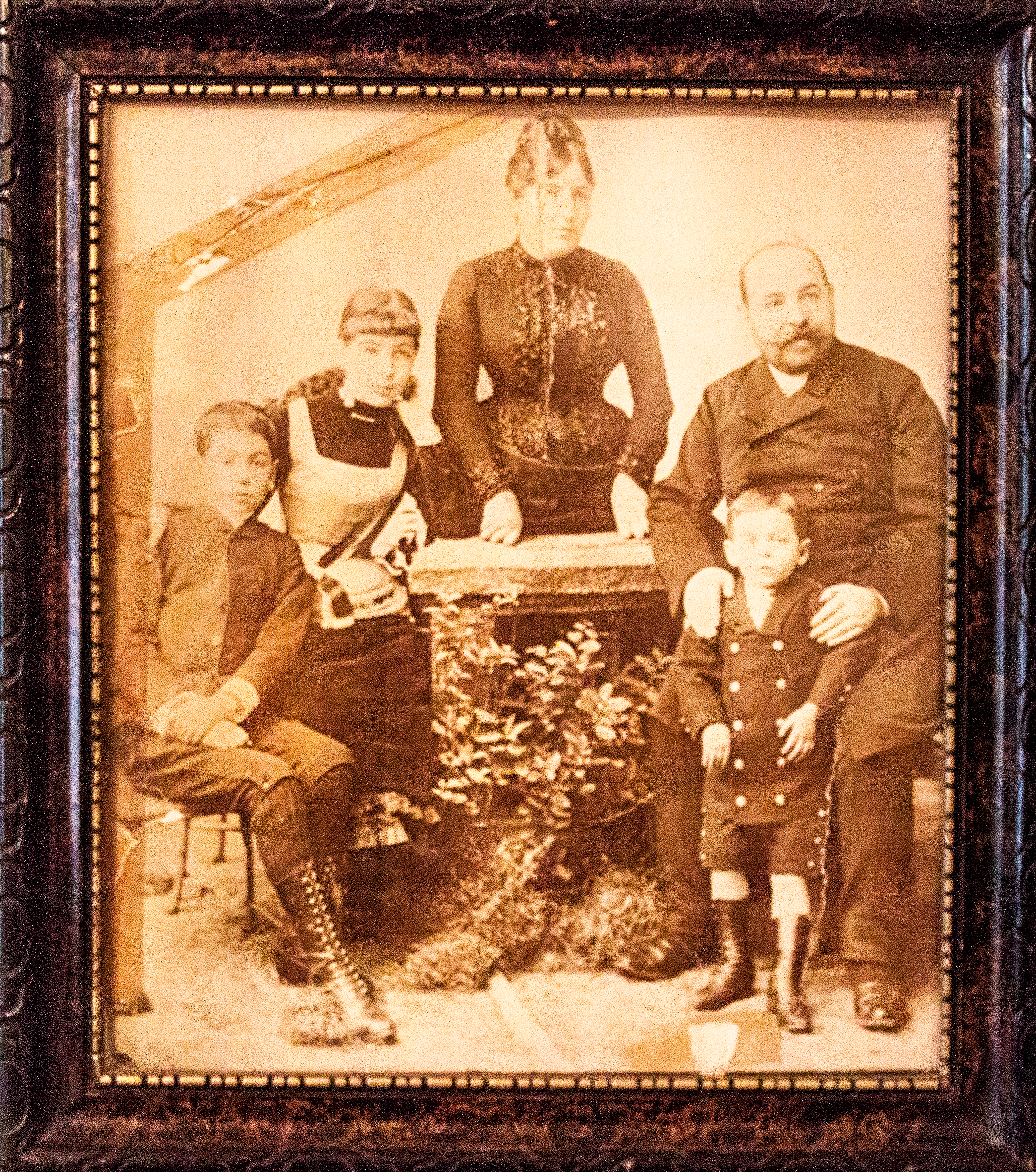
Kálmán quando criança (do lado direito) com a família, cerca de 1890

Kálmán e Franz Lehár eram os principais compositores do que tem sido designado por Silver Age (Idade de Prata) da opereta Vienense no primeiro quartel do séc. XX. Ele tornou-se muito conhecido pela fusão da valsa vienense com as csárdás húngaras. Ainda assim, polifónica e melodicamente, Kálmán era um dedicado seguidor de Giacomo Puccini, enquanto nos seus métodos de  orquestração empregava os princípios característicos da música de Tchaikovsky.
Apesar das suas origens judaicas, foi um dos compositores favoritos de Adolf Hitler. Após o Anschluss, Kálmán rejeitou a oferta de Hitler para se tornar um ariano honorário e foi forçado a fugir, primeiro para Paris, e depois para os EUA, tendo-se estabelecido na Califórnia em 1940. Após a sua emigração, foi proibida a representação das suas obras na Alemanha durante o domínio Nazi.
Mais tarde regressou a Viena vindo de Nova Iorque, em 1949, tendo depois ido em 1951 para Paris, onde faleceu.

## Operetas
- Tatárjárás – Budapeste, 1908

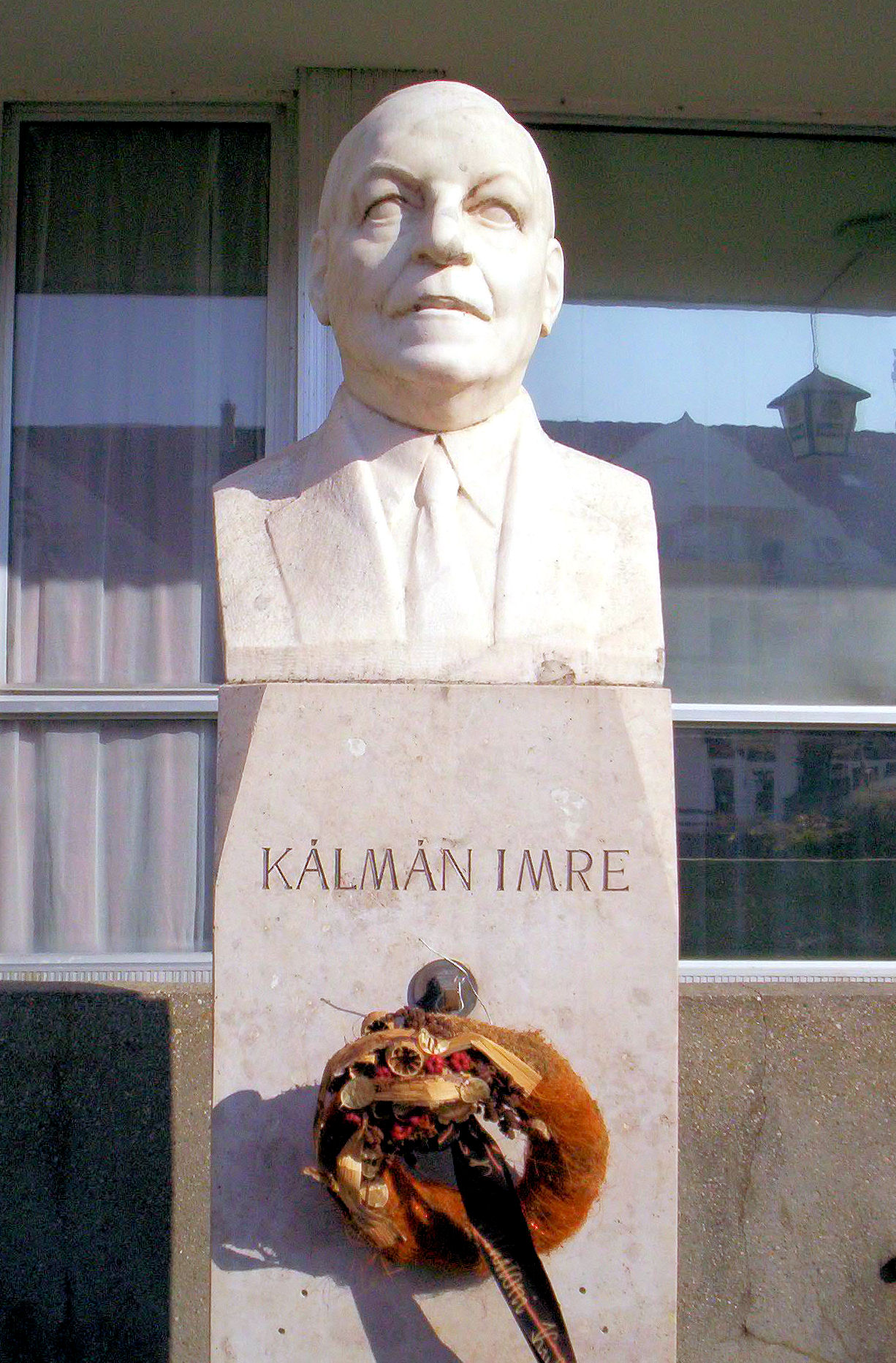
Busto de Kálmán em Siófok

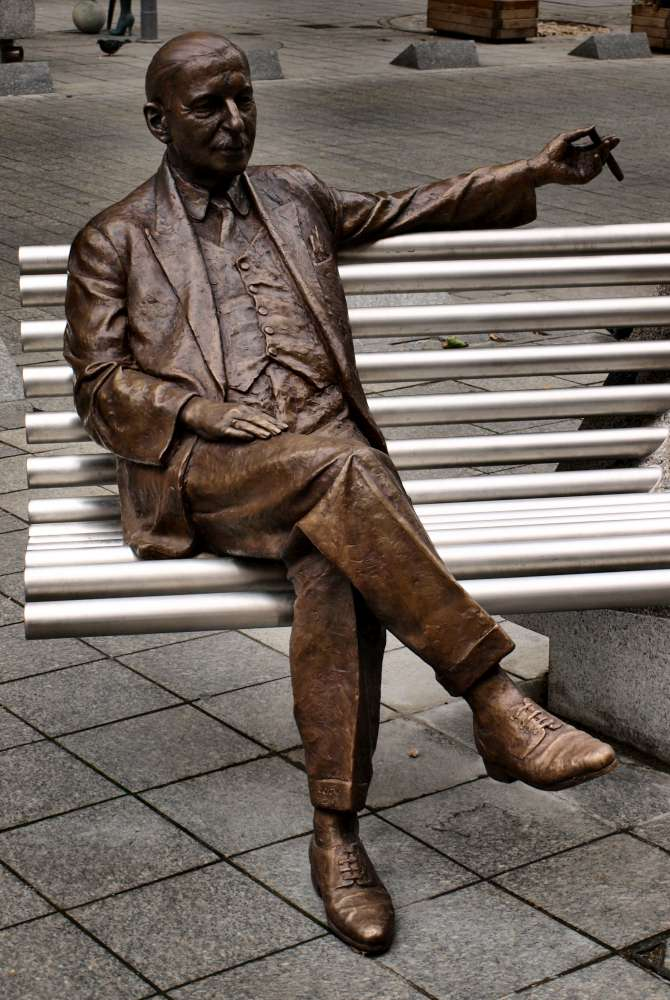
Homenagem a Kálmán em Budapeste

  - Ein Herbstmanöver – Viena, 1909 (versão alemã de Tatárjárás)
  - The Gay Hussars – Nova Iorque, 1909 (versão americana de Tatárjárás)[2]
  - Autumn Manoeuvres – Londres, 1912 (versão inglesa de Tatárjárás)
- Az obsitos – Budapeste, 1910
  - Der gute Kamerad – Viena, 1911 (versão alemã de Az Obsitos)
  - Gold gab ich für Eisen – Viena, 1914 (revisão de Der gute Kamerad)
  - Her Soldier Boy – Nova Iorque, 1916[3]
  - Soldier Boy – Londres, 1918
- Der Zigeunerprimas – Viena, 1912
  - Sari – Nova Iorque, 1914[4]
- The Blue House – Londres, 1912
- Der kleine König – Viena, 1912
- Zsuzsi kisasszony – Budapeste, 1915
  - Miss Springtime – Nova Iorque, 1916[5]
  - Die Faschingsfee – Viena, 1917 (revisão alemã de Zsuzsi kisasszony)
- Die Csárdásfürstin – Viena, 1915
  - The Riviera Girl – Nova Iorque, 1917[6]
  - The Gipsy Princess – Londres, 1921
- Das Hollandweibchen – Viena, 1920
  - A Little Dutch Girl – Londres, 1920
  - The Dutch Girl – E.U.A., 1925
- Die Bajadere – Viena, 1921
  - The Yankee Princess – Nova Iorque, 1922[7]
- Gräfin Mariza – Viena, 1924
  - Countess Maritza – Nova Iorque, 1926[8]
  - Maritza – Londres, 1938
- Die Zirkusprinzessin – Viena, 1926
  - The Circus Princess – Nova Iorque, 1927[9]
- Golden Dawn – Nova Iorque, 1927[10]
- Die Herzogin von Chicago – Viena, 1928
  - The Duchess of Chicago – E.U.A., 1929
- Das Veilchen vom Montmartre – Viena, 1930
  - Paris in Spring – E.U.A., 1930
  - A Kiss in Spring – Londres, 1932
- Der Teufelsreiter – Viena, 1932
- Kaiserin Josephine – Zurich, 1936
- Miss Underground – composta em 1942, não produzida
- Marinka – Nova Iorque, 1945[11]
- Arizona Lady – Berna, 1954 - Produzida na Arizona Opera em 10 de outubro de 2015 em Phoenix, Arizona, EUA[12]

## ais
- Nagibin, Yuri. Вечная музыка. Russia, ACT, 2004. ISBN 5-17-021655-6. (pp. 201–345)